# Disperis trilineata
Disperis trilineata är en orkidéart som beskrevs av Rudolf Schlechter. Disperis trilineata ingår i släktet Disperis och familjen orkidéer. Inga underarter finns listade i Catalogue of Life.